# 消除对妇女的暴力行为宣言
《消除对妇女的暴力行为宣言》于1993年12月20日作为联合国大会第48/104号决议，在未经投票的情况下获得采纳。《宣言》包括了联合国对“迫切需要使人人享有平等、安全、自由、人格完整和尊严的权利和原则普遍适用于妇女”这一状况的认识。这项决议经常被看做是对《消除对妇女一切形式歧视公约》和《维也纳宣言和行动纲领》的补充与强调。它复述并强调了那些于联合国《世界人权宣言》中被奉为神圣不可侵犯的权利、原则与标准，其第一、二条则提供了迄今为止被最为广泛应用的对于“针对妇女的暴力行为”的定义。此宣言的发表导致了1999年联合国大会在多米尼加共和国的代表的推动下将11月25日定为“国际消除对妇女的暴力行为日”。

## 背景
直到最近，国际社会才认识到妇女有权利过一种远离暴力的生活。从历史上看,她们对暴力及保护了行凶者的免罚的斗争是与她们为了克服歧视所做的努力分不开的。自联合国成立以来，它一直关心女权的进步，但直到1993年，它才将女性反抗暴力的斗争当做是自己的目标。该决议的目的之一是扭转现今政府的立场,即针对妇女的暴力行为是一个无需国家干预的私人问题。为了纪念1993年的3月8日国际妇女节,联合国秘书长布特罗斯·加利预先举行了一个发布会，明确地阐述了联合国在促进和保护妇女的权利方面的角色和责任。“为了妇女的权力而进行的斗争跟创建一个全新联合国的任务是相同的。它们都能够促进和平与培育和维持了和平的价值观。今天比以往任何时候，女性的事业都更是是全人类的事业。”

## “针对妇女的暴力行为”的定义
```
  决议的第一、二条提供了迄今为止被最为广泛应用的对于“针对妇女的暴力行为”的定义。
```

第一条：为本《宣言》的目的，“对妇女的暴力行为”一词系指对妇女造成或可能造成身心方面或性方面的伤害或痛苦的任何基于性别的暴力行为，包括威胁發生性行为、强迫或任意剥夺自由，且不论其发生在公共生活还是私人生活中。
第二条：对妇女的暴力行为应理解为包括但并不仅限于下列各项：（a）在家庭内发生的身心方面和性方面的暴力行为，包括殴打、家庭中对女童的性凌虐、因嫁妆引起的暴力行为、配偶强奸、阴蒂割除和其他有害于妇女的传统习俗、非配偶的暴力行为和与剥削有关的暴力行为；（b）在社会上发生的身心方面和性方面的暴力行为，包括强奸、性凌虐、在工作场所、教育机构和其他场所的性骚扰和恫吓、贩卖妇女和强迫卖淫；（c）国家所做或纵容发生的身心方面和性方面的暴力行为，无论其在何处发生。

## 针对女性的暴力行为问题联合国大会特别报告员
作为1994年3月4日《宣言》发表的结果，联合国人权委员会通过了第1994/45号决议。在此决议中，联合国人权委员会决定任命拉迪卡·库瓦拉斯瓦米为其首任针对女性的暴力行为、其原因及后果问题联合国大会特别报告员。特别报告人得到了分析从各国政府、条约机构、专门机构、非政府间组织和其它相关团体手中所收集到的资料的授权，并需要对这些信息做出迅速有效的反应。除此以外，他们还要从国际、国家、民族与宗教的层面上提出他们的建议，并与其他的特别报告员、特别代表、相关团体和在联合国人权委员会中独立进行工作的专家们进行沟通和联络。
2009年6月18日，在亚金·厄尔图克任期结束后，联合国人权委员会任命了拉希达·曼珠女士为第三任针对妇女的暴力行为问题特别报告员。

## 问题
许多女权和人权运动的支持者表达了他们的顾虑，即许多被《宣言》所争取到的地区受到了由保守力量的上升所带来的威胁。2003年3月，在一次联合国妇女地位委员会的会议期间，伊朗代表反对一个旨在呼吁各国政府“谴责针对妇女的暴力行为，并不要因旧风俗、传统或宗教方面的顾虑来避免履行陈列在《宣言》中的义务”。埃及、巴基斯坦、苏丹和美国代表也提出反对，这使得此事件成为联合国妇女地位委员会的第一次失败。

## 行动
每年的“国际消除针对妇女的暴力行为日”标志着为期16天的针对性别暴力行动的开始。 Center for Women's Global Leadership、Unifem、Women Won't Wait、 Women for a Change、 Women's Aid等人权组织团结一致发出促进《宣言》所提出的权利、原则与标准，反对性别暴力的呼声。
2009年4月10日，国际特赦组织在尼泊尔的那纳雅尼河坛镇举行了一次示威游行来强调在尼泊尔国家未能保护2位社会活动家免受暴力袭击和最终的谋杀后女权运动所遭受的困境。
尽管认可了《宣言》，尼泊尔仍未能遵守明确规定了国家的义务的《宣言》的四条c款|：
应作出适当努力，防止、调查并按照本国法律惩处对妇女施加暴力的行为，无论是由国家或私人所施加者；

## 历任联合国针对妇女的暴力行为问题特别报告员
- 拉迪卡·库马拉斯瓦米女士（斯里兰卡），1994年至2003年7月
- 亚肯·埃蒂尔克博士 （土耳其），2003年8月至2009年7月
- 拉希达·曼珠女士（南非），2009年8月至今